# Кандал
Кандал (на кхмерски: កណ្ដាល) е една от двайсетте провинции в Камбоджа. На североизток граничи с провинция Кампонг Чнанг, на северозапад с Кампонг Тям, на юг с Виетнам, на запад с провинциите Кампонг Спъ и Такео, а на изток с Прей Венг.
На територията на Кандал се намира и столицата Пном Пен, която е обособена като община със статут на провинция. Община Пном Пен се намира изцяло на територията на провинцията и няма общи граници с нито една друга провинция.

## Административно деление
Провинция Кандал се състои от един самостоятелен град-административен център Та Кхмау и 11 окръга:
- Кандал Стуенг (08 – 01)
- Киен Свай (08 – 02)
- Кхсат Кандал (08 – 03)
- Кох Тхум (08 – 04)
- Лък Даек (08 – 05)
- Лвеа Аем (08 – 06)
- Микх Кампхуул (08 – 07)
- Ангк Снуол (08 – 08)
- Понхеа Лю (08 – 09)
- С'анг (08 – 10)
- Та Кхмау (08 – 11)

## Галерия
- Изглед от окръг Киен Свай